# Teoria Jamesa-Langego
Teoria Jamesa-Langego – jedna z teorii starających się wyjaśnić na poziomie ogólnym, czyli dotyczącym większości, o ile nie wszystkich wyróżnianych emocji, mechanizm ich powstawania.
W podręcznikach psychologii jest przytaczana zazwyczaj na początku, gdyż jest po prostu najwcześniejsza, ale nie można o niej powiedzieć, że jest klasyczną teorią emocji z tego względu, że proponuje rozwiązanie sprzeczne ze zdroworozsądkową teorią emocji. Otóż powszechnie uważa się, że emocje są spowodowane uświadomieniem sobie jakiegoś bodźca znaczącego (np. zagrażającego), co z kolei powoduje zmiany somatyczne (np. przyspieszone bicie serca) i zmiany behawioralne (np. ucieczkę).
Teoria Jamesa-Langego proponuje inną kolejność występowania tych czynników:
1. najpierw zauważony zostaje bodziec (np. niedźwiedź);
2. to spostrzeżenie powoduje zmiany somatyczne (przyspieszone bicie serca) i behawioralne (ucieczka);
3. zmiany somatyczne i behawioralne są interpretowane przez podmiot jako emocja (strach).

Oznacza to, że według tej teorii, nie uciekam, bo boję się niedźwiedzia, lecz boję się niedźwiedzia, ponieważ uciekam.
Teoria Jamesa-Langego została opracowana niezależnie przez Williama Jamesa i Carla Langego.